# Jan Mol (politicus)
Jan Mol (Zuidwolde (Dr.), 3 februari 1934) is een voormalig Nederlands politicus van de PvdA.
Mol was een Eerste Kamerlid voor de PvdA uit Zeeland, die woordvoerder Economische Zaken en landbouw was. Hij maakte naam door met Trip en Vis een voorstel voor het houden van een parlementaire enquête in te dienen; een voorstel dat het overigens niet haalde. Hij was voorzitter van de Eerste-Kamercommissie voor Economische Zaken. In 1981 werd Mol wel herkozen, maar hij trok zich voor zijn beëdiging terug. De reden hiervoor was onder meer dat hem in de fractie geen ruimte was gelaten voor een afwijkend standpunt over het abortusvoorstel van het kabinet-Van Agt I.
- Parlement.com: vg09llicdkc4